# Список персонажей франшизы «Тачки»
В число персонажей полнометражного мультфильма студии Pixar «Тачки» не входят люди, животные и прочие существа из плоти и крови. Мир «Тачек» населён живыми машинами — начиная от автомобилей и заканчивая кораблями и самолётами.

## Гонщики Кубка Поршня
- Молния Маккуин (англ. Lightning McQueen) — гоночный автомобиль, за внешний вид которого взяты различные автомобили гоночной серии (в т.ч. NASCAR), такие как  Dodge Viper, Ford GT40, Chevrolet Corvette и другие. В оригинале роль озвучивал — Оуэн Уилсон, в русскоязычной версии озвучен Дмитрием Харатьяном. Главный герой мультфильма — гонщик МакКуин с красным кузовом и номером 95 на борту. Молния МакКуин стремится доказать, что является самой быстрой машиной, выиграть кубок «Поршня» и получить в спонсоры «Диноко». Спонсором МакКуина является компания «Ржавейка». Молния полностью оправдывает своё имя, он летит по трассе, как молния, а иногда даже быстрее. Год назад он был одним из «серых лошадок», а в новом сезоне — кумир миллионов. Больше всего на свете Молния обожает гонки: он видит их во сне, может говорить о них часами и готов тренироваться с утра до самой ночи (в самом начале фильма, перед началом гонок герой произносит известную фразу самовнушения: «Скорость. Я — Скорость»). Иногда может показаться, что остальной мир его вообще не интересует, но это не так. Жизнь в городке Радиатор-Спрингс на многое открыла ему глаза. Во втором фильме этот легендарный автогонщик, выигравший четыре Кубка Большого Поршня, теперь постоянно живет в Радиатор-Спрингс. Год рождения — 1982 год.
- Круз Рамирез (англ. Cruz Ramirez) — тренер и техник Маккуина в тренировочном центре Нержавейки. В оригинальной версии озвучена — Кристелой Алонсо, в русском дубляже Ириной Пеговой. Известна тем, что тренирует новичков нового поколения автомобилей для гонок своими необычными методами. Она задалась целью натренировать Молнию Маккуина к гонке Флорида 500. Она попыталась натренировать Молнию на пляже рядом с тренировочным центром, но всё закончилось тем, что Маккуин учил Круз ездить по песку. После участия в гонках в грязи, на которые Молния и Круз приехали, предварительно замаскировавшись, Маккуин сказал, что Рамирез лишь тратит их время на ненужные вещи, после чего Круз призналась, что никогда не собиралась быть инструктором и мечтала о карьере гонщицы. Маккуин извинился перед Круз, и вместе они отправились в Томасвиль, где хотели разыскать тренера Дока Хадсона. Он натренировал Маккуина и вдохновил Круз. В долгожданной гонке Флорида 500 Маккуин уступил своё место на треке Круз, тем самым дав ей второй шанс стать настоящей гонщицей. Вспомнив всё то, чему она успела научиться у МакКуина, Круз заняла первое место и стала новым лицом Диноко, а также официальной гонщицей под номером 51 с Маккуином в качестве тренера. Прототип — Jaguar F-Type.
- Кинг (настоящее имя Ченг Тюнинг) (англ. The King) — многократный обладатель Кубка Поршня (на момент завершения карьеры выиграл 7 таковых). В русскоязычной версии озвучен Виктором Костецким, позже Артёмом Веселовым, в оригинальной — Ричардом Петти, семикратным чемпионом серии NASCAR, чьим прототипом и является Кинг. Он — соперник Молнии и Чико на трассе, но в то же время друг МакКуина. Прототип авто — Plymouth Superbird 1970 года в том же цвете и с тем же номером 43, с которыми Петти выступал в NASCAR.
- Чико Хикс (в немецкоязычном варианте — Уолтер) (англ. Chick Hicks) — главный антагонист мультфильма «Тачки». В оригинальной версии звучит голос Майкла Китона, в русскоязычной версии озвучен Максимом Сергеевым; русский голос в компьютерных играх — Алексей Федькин. Вредный, саркастичный и подлый гонщик, вечно пытается победить Кинга, что ему и удаётся нечестным путём. В третьем фильме становится ведущим телепередачи о гонках. Прототип — представитель гоночной серии NASCAR на платформе G: имеет сходства как с Chevrolet Monte Carlo четвёртого поколения, так и с Buick Regal Grand National второго поколения.
- Джексон Шторм (англ. Jackson Storm) — главный антагонист мультфильма Тачки 3. В оригинальной версии озвучен — Арми Хаммером, в русском дубляже Виктором Хориняком. Высокомерный чёрно-синий кастомный гонщик «нового поколения» Кубка Поршня 2017, один из новичков, пришедших в спорт, а также главный противник Молнии Маккуина на треке в третьей части франшизы. Он побил множество рекордов и выиграл несколько гонок, в том числе главную гонку в Лос-Анджелесе, и выбрал для себя цель заполучить Кубок Поршня, будучи новичком, как это почти сделал Маккуин в первом фильме. Во время гонки Флорида 500 его главным соперником стала инструктор Маккуина — Круз Рамирез, выступающая под номером Молнии Маккуина в качестве замены гонщика. Почувствовав конкуренцию, Шторм попытался сбить Круз с толку, говоря о том, что ей никогда не будет места в гонках, однако Маккуин помог Рамирез поверить в себя, благодаря чему они оба одержали победу в гонке. Теперь Джексон понял, что «новое поколение» всё-таки не способно победить старое. Прототип — Peugeot Onyx.

## Радиатор Спрингс
- Мэтр (англ. Mater) — автомобиль-эвакуатор, внешний вид которого основан на 1951—1957 International Harvester с элементами Chevrolet 1950-х годов (в частности, Chevrolet серии Task Force). В оригинальной версии озвучен — Ларри-кабельщиком, в русскоязычной версии озвучен Сергеем Кузнецовым. Коренной житель Радиатор-Спрингса и местная знаменитость. Мэтр очень любит свою работу — он тягач и может вытянуть любую машину из любой самой глубокой канавы или из колючих кактусов. Мэтр всегда найдёт, чем заняться — например, ночью он отправляется «шугать тракторов», то есть опрокидывать сонные тракторы под носом у гигантского комбайна Фрэнка. А по выходным Мэтр вместе со всей своей многочисленной роднёй участвует в гонках на выживание, где цель — доехать по ухабам и рытвинам до финиша, а как следует стукнуть товарища по бамперу — знак дружбы и уважения. Во втором фильме он выступал организатором конкурсов «Кто быстрее погрузит-разгрузит-загрузит», снискал успех в роли непревзойдённого рассказчика и закрепил за собой статус души и сердца города. Год рождения — 1957 год.
- Салли Каррера (англ. Sally Carrera) — подруга Молнии. В оригинальной версии озвучена — Бонни Хант, в русскоязычной версии Аликой Смеховой. Впервые Салли появилась в зале суда, когда решалась судьба Маккуина из-за испорченной ночью дороги. Молния решает, что её прислали спонсоры в качестве его адвоката, после чего свободно флиртует с ней и приглашает на ужин. Далее выясняется, что на самом деле Салли — жительница Радиатор-Спрингс, а также бывший адвокат. Благодаря Салли, Док Хадсон выносит Маккуину вердикт и заставляет его чинить разрушенную дорогу с помощью асфальтоукладчицы Бесси, отчего Молния приходит в бешенство. По ходу повествования мнение Салли о Молнии Маккуине постепенно меняется, и вскоре между ними завязываются тёплые романтические отношения. Прототип — Porsche 911 Carrera.
- Док Хадсон (англ. Doc Hudson) — автомобиль Hudson Hornet. В оригинальной версии озвучен — Полом Ньюманом, в русскоязычной версии Арменом Джигарханяном. Можно было бы назвать сельским доктором (механиком). Почти полвека назад он 3 года подряд оставался абсолютным чемпионом Кубка Большого Поршня (а такие вещи не забываются), пока не попал в аварию, вследствие которой был вынужден завязать со спортом. После чего начал обычные движения. Док Хадсон всегда спокоен и строг, и ничто не сможет вывести его из равновесия. Его никогда не заносит ни на асфальте, ни на просёлочной дороге, и если он медленно разгоняется, это вовсе не значит, что он неуклюж. Год рождения — 1951 год. В связи со смертью Ньюмана, произошедшей в сентябре 2008 года, был выведен из серии мультфильмов[2] (было сказано, что Док «скончался»), упоминался в третьей части в прошедшем времени и появлялся в воспоминаниях МакКуина, в которых были использованы сохранившиеся исходники аудиозаписей голоса покойного[3].
- Шериф (англ. Sheriff) — полицейский в Радиатор-Спрингс. В русскоязычной версии озвучен Николаем Федорцовым, в оригинальной — Майклом Уоллесом. Характером похож на Дока Хадсона, но более открытый. Прототип — Mercury Eight 1949 года.
- Луиджи (англ. Luigi) — владелец колесной мастерской в Радиатор-Спрингс. В оригинальной — Тони Шалубом, в русскоязычной версии озвучен Сергеем Бызгу. Добросердечный и жизнерадостный. Отлично разбирается в покрышках и вместе со своим помощником Гвидо является постоянным и незаменимым участником команды знаменитого автогонщика Молнии Маккуина. Является большим фанатом команды Scuderia Ferrari. Прототип — Fiat 500 1959 года.
- Гвидо (англ. Guido) — вилочный погрузчик, помощник и друг Луиджи. В русскоязычной версии озвучен Данило де Джироламо, позже — Нанни Бальдини, в оригинальной — Гвидо Куарони. Гвидо — итальянец, не знает английский, но понимает его. Также, как и Луиджи, является большим фанатом команды Scuderia Ferrari.
- Рамон (англ. Ramone) — владелец малярной мастерской в Радиатор-Спрингс. В оригинальной — Чичем Марином, в русскоязычной версии озвучен Андреем Мошковым. Рамон — автомобиль-лоурайдер. В своей мастерской он не прочь сделать любому автомобилю раскраску, но чаще всего из-за отсутствия клиентов он делает её себе самому. Муж Фло. Прототип — Chevrolet Impala 1959 года.
- Фло (англ. Flo) — бойкая владелица кафе в Радиатор-Спрингс и жена Рамона. В русскоязычной версии озвучена Еленой Терновой, в оригинальной — Дженифер Льюис. Прототипами стали два концепта-кара 1950-х годов — Buick XP-300 1951 года и Chrysler Dart (Ghia) 1956 года.
- Филмор (англ. Fillmore) — микроавтобус-хиппи, владелец местного магазинчика органического топлива. В русскоязычной версии озвучен Алексеем Гурьевым, после его смерти — Максимом Сергеевым, затем Алексеем Макрецким, в оригинальной — Джорджем Карлином, а после его смерти — Ллойдом Шерром (в игре Race-O-Rama — Марком Сильвермэном). Хиппи, лучший друг Сержанта, с которым часто спорит. Прототип — Volkswagen Transporter T1, культовый минивэн эпохи хиппи, а имя восходит к легендарному клубу Филмор в Сан-Франциско, мекке музыки 60-х.
- Лиззи (англ. Lizzie) — вдова Стэнли, основателя Радиатор-Спрингс. В русскоязычной версии озвучена Майей Блиновой, после её смерти — Ириной Балай, а в Байках Мэтра Лидией Мельниковой, в оригинальной версии — Кэтрин Хелмонд. Прототип — Ford Model T 1923 года.
- Сержант (англ. Sarge) — военный в Радиатор-Спрингс. В оригинальной — Полом Дули, в русскоязычной версии озвучен Валерием Соловьёвым, позже Борисом Хосановым. Любитель дисциплины и строя, из-за чего часто спорит со своим лучшим другом хиппи Филмором. Прототип — Willys MB.
- Шланг (англ. Red) — пожарный Радиатор-Спрингс. В русскоязычной версии озвучен Данило де Гироламо, в оригинальной версии — Джо Рэнфтом). Чувствительный и замкнутый, все время поливает горшок с цветком. Прототип — американский пожарный автомобиль из 1960-х годов фирмы Whitney Seagrave.

## Прочие персонажи
- Мак (англ. Mack) — огромный тягач с трейлером, в котором он перевозит Молнию Маккуина. В русскоязычной версии озвучен Александром Черкашиным, в оригинальной версии — Джоном Ратценбергером. Мак выполнен в той же раскраске, что и его клиент и по совместительству друг. Прототип — Mack Super-Liner 1985 года.
- Профессор Цундапп (настоящее имя - Отто Вольфганг Цундапп, сокращённо - Профессор Цет) (англ. Professor Z) - вторичный антагонист фильма Тачки 2. Злой учёный, серийный убийца, создатель ОПГ. Противостоит британскому агенту Финну Макмислу. Участник организации Лимоны и союзник Майлза (сэра Акслерода) Карданвала.
- Миссис Кинг (настоящее имя Линда Тюнинг) (англ. Linda Tuning) — жена Кинга, всегда болеет за него. В русскоязычной версии озвучена Татьяной Ивановой, в оригинальной — Линдой Петти, женой Ричарда Петти. Прототип — Chrysler Town & Country 1974 года.
- Гарв (англ. Harv) — агент Молнии Маккуина, в фильме напрямую не появлялся, говорил по телефону. В русской версии озвучен Юрием Герцманом, в оригинальной — известным ведущим Джереми Кларксоном, также озвучен Джереми Пивеном.
- Тех Диноко (англ. Tex Dinoco)— представитель компании Dinoco. В русскоязычной версии озвучен Андреем Пирог, в оригинальной версии — Говардом Уиллером, одним из наиболее значимых промоутеров гоночной серии NASCAR. Прототип — Cadillac Coupe de Ville 1975 года.
- Михаэль Шумахер (англ. Michael Schumacher) — камео знаменитого гонщика Михаэля Шумахера. Прототип — Ferrari F430.
- Великолепный Антонио Быстрый (англ. The Magnificent Fast Antonio) — друг Михаэля Шумахера, владелец сети АЗС в Италии. Прототип — Maserati Quattroporte.
- Костанцо дела Корса (англ. Constanco dela Corsa) — друг Михаэля Шумахера. Прототип — Maserati Quattroporte.
- Дэйл Эрнхардт—младший (англ. Dale Ernhardt Jr.) — участник гонок. Камео известного гонщика серии NASCAR Дэйла Эрнхардта—младшего, кем и озвучен герой в оригинальной версии мультфильма. Прототип — гоночный Chevrolet Monte Carlo серии NASCAR, на котором Дэйл Эрнхардт выступал в гонках.
- Марио Андретти (англ. Mario Andretti) — бывший гонщик. В оригинале озвучен Марио Андретти, одним из наиболее именитых чемпионов мира по автогонкам в различных классах: Формула-1, Championship Car Racing, World Sportscar Championship и NASCAR. Приезжает на гонку в Лос-Анджелес в качестве зрителя. Прототип — Ford Fairlane 1967 года.
- Дасти и Расти Растизы (в третьей части известны под именами Звяк и Бряк) (англ. Rusty and Dusty Rusteze) — братья, основатели марки «Ржавейка». Доброжелательны к МакКуину. В русской версии озвучены Станиславом Соколовым и Валерием Никитенко соответственно. Прототипы — Dodge A100 1967 и Dodge Dart 1963 года соответственно.
- Ржавый Фред (англ. Rusty Fred) — старый, проржавевший седан, ярый фанат Молнии МакКуина. Прототип — Autobianchi A111 и/или ВАЗ-2107, ВАЗ-2105.
- Альберт Хинки (англ. Albert Hinkey) — самый большой фанат Молнии МакКуина, кемпер. Носит два плаката и много флажков, связанных с его кумиром.
- Даррелл Картрип (англ. Darrell Cartrip) — прообраз именитого гонщика серии NASCAR Даррела Уолтрипа. Совместно с Бобом Катлассом комментирует гонки. Прототип — Chevrolet Monte Carlo 1977 года.
- Боб Катласс (англ. Bob Cutlass) — комментатор гонок. Работает совместно с Даррелом Картрипом.
- Кори Турбовитц (англ. Kori Turbowitz) — репортёр. Берёт интервью у МакКуина после гонки на Южном Автотреке. В русской версии озвучена Светланой Кузнецовой. Прототип — Ford Puma 1997 года.
- Чак Мэнифолд (англ. Chuck Manfold) — телеведущий. Первым объявляет новость об исчезновении МакКуина. Прототип — Toyota Century 1997.
- Декстер Гувер (англ. Dexter Hoover) — сотрудник Кубка Поршня, машет флагом во время чемпионатов. Неравнодушен к происходящему на трассе.
- Брайан (англ. Brian) — продавец сувениров на Кубке Поршня. Появляется в начале фильма.
- Поршняк (Буст) (англ. Boost) — главарь банды стритрейсеров. Прототип — Mitsubishi Eclipse. Окрашен в серый цвет (в коллекционных моделях окрашен в белый и черный цвет). В русскоязычной версии озвучен Александром Машановым; русский голос в компьютерных играх — Виталий Пичик. В эпилоге находится под арестом по факту несанкционированного въезда на территорию Радиатор-Спрингс (вместе с Диджеем, Винтецом и Сморкачом).
- Диджей (англ. DJ) — уличный гонщик. Имеет встроенную аудиосистему и окрашен в синий цвет. Прототип — Toyota bB/Scion xB. В русскоязычной версии озвучен Андреем Матвеевым. В эпилоге находится под арестом (вместе с Поршняком, Винтецом и Сморкачом).
- Винтец (Винго) (англ. Wingo) — также уличный гонщик. Гордится своим огромным спойлером, окрашен в зеленый и фиолетовый цвет. Прототип — Nissan Silvia S15. В русскоязычной версии озвучен Андреем Тенетко. В эпилоге находится под арестом (вместе с Поршняком, Диджеем и Сморкачом).
- Сморкач (англ. Snot Rod)— еще один стритрейсер. Прототип — Dodge Challenger 1971 года. В русскоязычной версии озвучен Ильей Божко. Постоянно чихает, тем самым освобождая дороги от «посторонних» машин. Окрашен в оранжевый цвет. В эпилоге находится под арестом (вместе с Поршняком, Диджеем и Винтецом).
- Джерри Питербилт (англ. Jerry Peterbilt) — грузовик, которого МакКуин перепутал с Маком. Перевозит использованные аккумуляторы, недоволен своей работой. В русской версии озвучен Андреем Лёвиным. Прототип — Peterbilt 352 1959 года.
- Бесси (англ. Bessie) — асфальтоукладчик в Радиатор-Спрингс. Один из немногих неодушевлённых транспортных средств в этом фильме.
- Фрэнк (англ. Frank) — огромный комбайн. Играет роль быка и вожака стада.
- Тракторы (англ. Tractors) — играют роль стада коров.
- Врумарундус Бугус (англ. Vroomarugus Burus) — играет роль мухи или жука. Прототип — Volkswagen Käfer.
- Джей Лимо (англ. Jay Limo) — камео Джея Лено. Прототип — представительские авто типа Maybach.
- Не ГАЗик (англ. Not Chuck) — механик Молнии МакКуина, который в итоге увольняется. Постоянно чем-то недоволен. В русской версии озвучен Алексеем Федькиным.
- Миа и Тиа (англ. Mia and Tia) — ярые фанатки Молнии Маккуина, но после его исчезновения переходят на сторону Чико. Позднее вернулись к Маккуину. В русской версии озвучены Ксенией Бржезовской, в оригинальной версии — Линдси Коллинс и Эллисой Найт. Прототип — Mazda MX-5 Miata 1992 года.
- Бусик и Буся (англ. Van and Minny) — два проезжих минивэна, супружеская пара. В русской версии озвучены Михаилом Трясоруковым и Еленой Шульман соответственно. Бусик постоянно заблуждается из-за самоуверенности, Буся же пытается спросить дорогу. Прототипы — Saturn Relay 2004 года и Dodge Caravan 1996 года.
- Стенли (англ. Stanley) — покойный муж Лиззи, основатель Радиатор-Спрингса. Прототип — паровой автомобиль Stanley Steamer фирмы Stanley Motor Carriage Company.
- Барни Штурмовик (англ. Barney Stormsky) — биплан-каскадёр, во время финальной гонки сезона начертил на небе надпись «Кубок Поршня».
- Эл Офт (англ. Al Oft) — дирижабль, рекламирующий марку шин «Lightyear» (пародия на Goodyear и Базза Лайтера).
- Ротор Турбовинт (англ. Rotor Turbosky) — вертолёт Dinoco. Всегда виден на крыше палатки спонсоров, в конце катает Мэтра над городом.

## Эпизодические персонажи
- Грей — перевозчик Кинга, в комиксах также возит миссис Кинг за покупками.
- Роджер Уиллер — старший механик Кинга, постоянно стоит у него на пит-стопе.
- Люк Петтлворк — один из механиков Кинга и его лучший друг. Удивляется приезду Дока Хадсона.
- Монти Джонс — старший механик Чико Хикса, враг Молнии.
- Вышибала Буковски — один из механиков Чико Хикса. После трюков Гвидо от удивления теряет фальшивую решётку радиатора.
- Хуго Быстрый — один из механиков Нитроэйда.
- Эрнест Б. Рэйкс — старший механик Эрни Гирсона.
- Пикколо Перри — один из механиков Эрни Гирсона.
- Стэйси — одна из механиков Ликлеса. Меняет шины почти так же быстро, как Гвидо.
- Эрл Фильтр — старший механик Ликлеса.
- Роман Дюнс — старший механик Тодда Маркуса, в прошлом охранник.
- Ширли Спиноут — одна из механиков Тодда Маркуса.
- Петрол Пуласки — один из механиков Винфорда Брэдфорда Резерфорда, в прошлом нелегальный стритрейсер.
- Дадли Свободный — один из механиков Билла Маслосмена.
- Джерри Драйвчейн — один из механиков Юджина Карбюрески. Ловит шины из трейлера, когда МакКуин едет к палатке спонсоров. В прошлом мечтал стать каскадёром.
- Веллс Ранэбаут — старший механик Юджина Карбюрески.
- Сеньор Трэкс — старший механик Даррена Лидфута.
- Небекенезер Шмидт — один из механиков Даррена Лидфута.
- Том — работник Кубка Поршня, проверяет результаты гонки.
- Том (не путать с другим Томом) — эвакуатор, увозит Чака Армстронга после аварии.
- Марко Аксельбендер — охранник Кубка Поршня, знакомый Марио Андретти. Не соглашается пропускать Фреда на гонку в Лос-Анджелесе.
- Ричард Клейтон Кенсингтон — охранник Кубка Поршня, почти неотличим от Марко. Отгоняет Миа и Тиа от камер после гонки на Южном Автотреке.
- Аксель Акселератор — полицейский, сопровождает Мака во время выезда с Южного автотрека.
- Марлон МакКей — охранник Кубка Поршня, проверяет результаты вместе с Томом.
- Берни Бэнкс — фотограф, готов на всё ради удачного кадра.
- Арти — помощник комментаторов. Первым замечает Дока Хадсона на пит-стопе Молнии.
- Чак Каблс — оператор на Кубке Поршня, минивэн.
- Нельсон Блиндспот — оператор на Кубке Поршня, внедорожник.

## Другие персонажи
- Майк Вазовский — герой мультфильма «Корпорация монстров». Прототип — Isetta. Появляется в титрах мультфильма вместе с Салли.
- Салли (Джеймс Пи Салливан) (не путать с Салли Каррера) — герой мультфильма «Корпорация монстров». Появляется в титрах мультфильма вместе с Майком Вазовски.  Прототип — монстр-трак.
- Базз и Вуди — герои мультфильма «История игрушек».  Появляются в титрах мультфильма. Прототипы обеих машинок — Toyota bB.
- Флик — камео Флика из «Жизни жуков». Появляется в титрах мультфильма. Прототип — Volkswagen Käfer.